# Русанівський ліцей
Русанівський ліцей — фізико-математичний ліцей, розташований в мікрорайоні Русанівка в Дніпровському районі Києва.

## Історія

Будівля Русанівського ліцею

Ліцей заснований у 1992 році. У ліцеї поглиблено вивчаються фізика та математика, а також науки, тісно пов'язані з ними. Особлива увага приділяється викладанню геометрії. Навчання здобувачів освіти 7-11 класів. Викладання ведеться на основі шестиденного навчального тижня. Основна увага в педагогічному процесі приділяється роботі з обдарованими учнями, для яких ведеться ряд спецкурсів: «Олімпіадна математика» і «Спецрозділи математики».

## Навчальний процес
В 7, 8 і 10 класи вступ проводиться через письмовий іспит і олімпіаду з математики, яка має статус міжнародної. Русанівська математична олімпіада проводиться починаючи з  1996 року. У проведених ліцеєм відкритих олімпіадах брали участь спецшколи як найменше семи регіонів України, а також установи довузівської освіти з-за кордону. Завдання Русанівської олімпіади представлені на сайті ліцею. Учні ліцею також ставали переможцями та призерами Всеукраїнських учнівських олімпіад з окремих предметів.
Свято математики Русанівського ліцею — відбувається щороку!
Продовжуючи традицію олімпіадного руху, вчителі, випускники ліцею проводять не лише олімпіаду з математики, але й по головоломкам. Це унікальне дійство починалось в Русанівському ліцеї в 2005 році
В 2008 році в рейтингу найкращих шкіл Києва, складеному українським виданням «Дело», Русанівський ліцей посів друге місце за відсотком відмінників з математики, а через два роки в рейтингу «Комсомольской правды» ліцей потрапив в число найкращих шкіл Києва по відсотку відмінників вже з української мови та літератури. У  2012 році Русанівський ліцей зайняв 20-е місце в рейтингу найкращих київських шкіл, складеному газетою «Сегодня» на підставі результатів зовнішнього незалежного тестування.
Ліцей має тісні зв'язки с Київським політехнічним інститутом.
У 2012 році Русанівський ліцей зайняв 12-е місце в загальному рейтингу найкращих шкіл України і 5-е місце за кількістю учнів, які набрали 200 балів, складеному журналом Фокус..
За результатами ЗНО-2012 ліцей посів І місце серед шкіл Києва з математики
У 2014 році, на 55 Міжнародній олімпіаді з математики, Женя Діомідова отримала «золото», показавши 7 абсолютний результат в світі.
У 2020 році Хасін Марк, на 61 Міжнародній олімпіаді з математики, здобув срібну медаль.
У 2024 році Міжнародна біологічна олімпіада (International Biology Olympiad) відбулась у  столиці Казахстану, Астані.  Учень 11 класу Русанівського ліцею Гуз Михайло став бронзовим призером.
А результати ЗНО 2016 року ставлять ліцей на ІІІ сходинку київських шкіл

## Люди, пов'язані з Русанівським ліцеєм
- Дует «DOUBLE LIFE» — випускники ліцею. Учасники та півфіналісти 4 сезону шоу Україна має талант.
- Шамович Олександр Анатолійович — Заслужений вчитель України[14].
- Філіпповський Григорій Борисович — Заслужений вчитель України,  кавалер ордена "За заслуги"  ІІІ ступеня[15].